# Hospital de Cascais Dr. José de Almeida
O Hospital de Cascais Dr. José de Almeida (HCJA) é um hospital geral e polivalente que pertence ao Serviço Nacional de Saúde (SNS).
O Hospital fica localizado na freguesia de Alcabideche, no município de Cascais, e foi inaugurado a 23 de fevereiro de 2010. O seu nome é uma homenagem a José de Almeida, médico e benemérito em Oeiras e Carcavelos.
Atualmente a gestão do hospital funciona em regime de parceria público-privada (PPP) entre o Serviço Nacional de Saúde (SNS) e o grupo espanhol Ribera Salud, o qual por sua vez pertence à Vivalto Santé Investissement, uma filial do grupo francês Vivalto Santé. O modelo adotado para o hospital assentou num contrato celebrado com duas empresas subsidiárias: a Galo Saúde – Parcerias Cascais, S.A., para o estabelecimento hospitalar (responsável pela prestação de cuidados de saúde); e a TDHOSP – Gestão de Edifício Hospitalar, S.A., para o edifício (responsável pela construção, financiamento, conservação e exploração do novo edifício).

## Assistência sanitária

### Área de influência[6]
Adultos:
- Município de Cascais

Materno-infantil:
- Município de Cascais
- Freguesias do município de Sintra:
  - Algueirão - Mem Martins
  - Pêro Pinheiro
  - Colares
  - São João das Lampas
  - Terrugem
  - Sintra (Santa Maria e São Miguel)
  - Sintra (São Martinho)
  - Sintra (São Pedro de Penaferrim)

### Serviços disponíveis

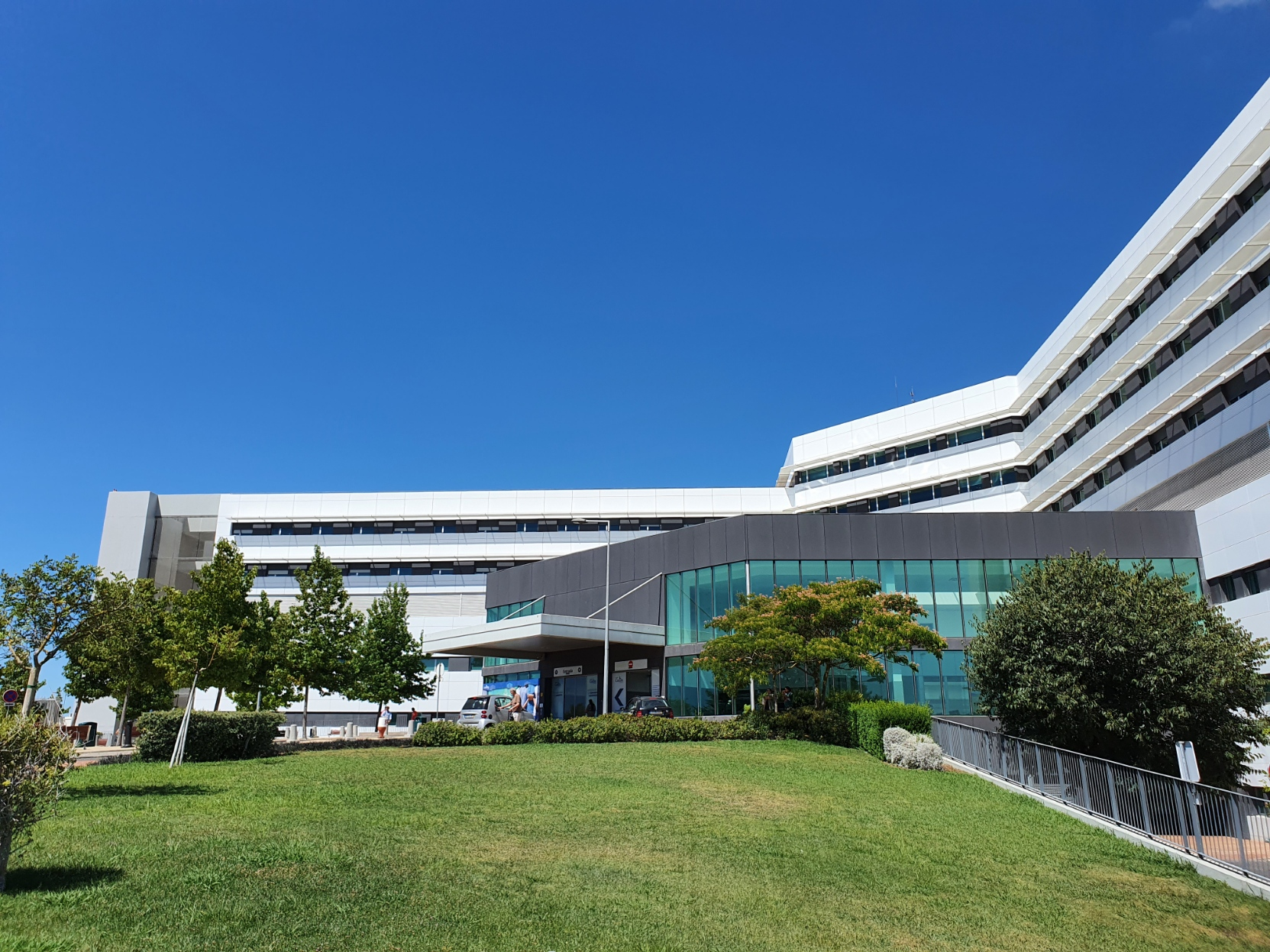
Edifício principal do Hospital de Cascais Dr. José de Almeida.

No seu portefólio de serviços de saúde oferece as seguintes especialidades:
- Anatomia Patológica
- Anestesiologia
- Cardiologia
- Cirurgia Geral
- Dermatologia
- Doenças Infeciosas
- Gastrenterologia
- Ginecologia / Obstetrícia
- Imagiologia
- Imunohemoterapia
- Medicina Física e de Reabilitação
- Medicina Intensiva
- Medicina Interna
- Neonatologia
- Neurologia
- Oftalmologia
- Oncologia Médica
- Ortopedia
- Otorrinolaringologia
- Patologia Clínica
- Pediatria
- Pneumologia
- Psiquiatria
- Urologia
- Psicologia